# Inés de Ayala
Inés de Ayala (s. XIV-Toledo, 4 de septiembre de 1453), III señora de Casarrubios del Monte, Provincia de Toledo, fue hija de Pedro Suárez de Toledo, II señor de Casarrubios del Monte y de Juana Meléndez de Orozco, señora de Pinto. Recibió sepultura en la iglesia del convento de Santa Isabel de los Reyes en Toledo.

## Descendencia
Casó con Diego Fernández de Córdoba, quien había enviudado de su primera mujer en marzo de 1393. De este matrimonio nació una hija: 
- Marina Fernández de Córdoba (c. 1394[1] -1431), abuela de Fernando el Católico.